# Chiesa di Santa Maria Nascente (Brescello)
La chiesa di Santa Maria Nascente è la parrocchiale di Brescello, in provincia di Reggio Emilia e diocesi di Reggio Emilia-Guastalla; fa parte del vicariato della Pianura.

## Storia e descrizione
L'attuale chiesa venne ricostruita tra il 1829 e il 1837 al posto dell'antica cattedrale medioevale, già sede della diocesi di Brescello. 
La facciata, dominata dal campanile del 1896, è adorna da due statue della Vergine e del santo patrono Genesio, opere di Innocente Franceschini, collocate nel 1899 ai lati del corpo centrale della facciata. Il campanile ospita un concerto di 5 campane in mi3, montate a sistema ambrosiano veloce e intonate secondo la scala diatonica maggiore. La notte del 5 aprile 2010 un incendio contenuto ha distrutto un altare in stile moderno e annerito alcuni arredi.
L'interno a tre navate con sei altari laterali, tre per ogni lato, è caratterizzato dai grandi archi che separano la navata maggiore da quelle minori e dal Crocifisso in legno di Bruno Avesani. Al lato dell'altare maggiore è posto una statua in gesso dello scultore locale Carlo Pisi raffigurante Padre Pio e, nella conca dell'abside, si trovano gli stalli intagliati del coro, sovrastati dalla pala di Carlo Zatti. Ai lati del presbiterio hanno luogo le piccole cantorie con l'organo. L'antico altare maggiore ora si trova, invece, nella cappella centrale della navata sinistra. Vicino ad esse è il pergamo scolpito dorato in foglio, pregevole scultura in legno.